# Xã Union, Quận Clark, Indiana
Xã Union (tiếng Anh: Union Township) là một xã thuộc quận Clark, tiểu bang Indiana, Hoa Kỳ. Năm 2010, dân số của xã này là 3.507 người.